# Shekhar Mehta
Shekhar Mehta (20. června 1945 Kampala – 11. dubna 2006 Londýn) byl keňský jezdec rallye a významný mezinárodní motoristický funkcionář.
Narodil se v Kampale (Uganda) indickým rodičům. Rodina přišla s jinými svými krajany stavět pro britské kolonizátory železniční trať z Mombasy do Ugandy, kde později dostala půdu. Poté, co v zemi uchvátil moc diktátor Idi Amin, odešel Mehta do Keni, kde zprvu pracoval u benzínové stanice. Dlouhá léta byl obchodním zástupcem automobilové firmy Subaru pro východní Afriku.
Mehtova kariéra soutěžního jezdce začala i končila s vozy značky Peugeot, ale jeho jméno je nejvíce spojováno se značkou Datsun-Nissan, protože na jejích vozech získal své největší triumfy. Bylo to pětinásobné vítězství v Safari rallye 1973 s vozem Datsun FairLady 240Z v týmu Datsun Motorsport (spolujezdec Lofty Drews) a poté čtyřikrát za sebou v letech 1979–1982, vždy na voze Datsun Violet 160J a se spolujezdcem Mike Doughtym. Vystřídal však spoustu dalších továrních značek, např. Opel a Audi. Když se oženil s Yvonne Prattovou, stala se jeho častou spolujezdkyní. Je zajímavé, že mimo Afriku nebyl zdaleka tak úspěšný, třebaže získal řadu dalších cen. Jeho heslem bylo „chceš-li být úspěšným jezdcem, musíš svůj vůz nenávidět“.
Mehtova kariéra skončila těžkou havárií a zraněním při Rally faraónů v Egyptě. Po skončení závodní dráhy zůstal motoristickému sportu věrný a ke konci života předsedal Světové komisi rally. Jeho úmrtí 11. dubna 2006 v londýnské nemocnici bylo pro motoristy nečekanou ranou, třebaže se pro velké bolesti řadu měsíců neukazoval na veřejnosti.